# Centrouropoda daelei
Centrouropoda daelei es una especie de arácnido del orden Mesostigmata de la familia Uropodidae.

## Distribución geográfica
Se encuentra en Kinshasa (República Democrática del Congo).